# 伊拉克童軍與女童軍會
伊拉克曾經是第一個發起童軍運動的阿拉伯國家，於1921年開始活動，剛好是國際聯盟將伊拉克從鄂圖曼帝國中分離建國的第2年。伊拉克曾經於1922-1940年與1956-1999年是世界童軍運動組織的成員。

## 歷史
在第二次世界大戰期間，哈巴尼亞皇家空軍基地維持當地英國與本土的童軍團。
1990年，在世界童軍運動組織承認的伊拉克童軍與女童軍會（阿拉伯语：‎）管理之下，美索不達米亞地區總共約有12,000名童軍，然而在1999年，伊拉克就被世界童軍運動組織除名。

## 復活
2004年秋，前海軍將領奇普·貝克（Chip Beck）在伊拉克服役之後，想要在當地嘗試重新啟動童軍活動。當時的伊拉克童軍倡議委員會（Iraqi Scouts Initiative）就是由貝克與鷹級童軍麥克·布雷德（Michael Bradle）領導。
2008年年初，由海軍牧師安德魯·韋德少校所領導的一群聯軍軍官，試圖將綠區童軍會（Green Zone Council）的範圍擴展到巴格達國際機場附近勝利基地綜合體周圍的伊拉克人生活區。該童軍會與其伊拉克伙伴進行會談，並花了數個月與勝利基地周邊的伊拉克軍民建立良好關係，終於在2008年4月成立勝利基地童軍會（Victory Base Council），並於同年6月開始支持童軍團的集會活動。該童軍會遵循「綠區」模式，為一個鬆散的伙伴扶持小組所組成的團體，能讓伊拉克伙伴足以建立一個本土的童軍組織，服務當地伊拉克的青少年。2008年期間，勝利基地童軍會與當地學校建立重要的伙伴關係，與當地伊拉克軍民建立一個營地與社區中心，提供童軍團集會使用。2009年，該營地的建設持續進行中，美國與伊拉克的童軍服務員交叉訓練也同時展開。

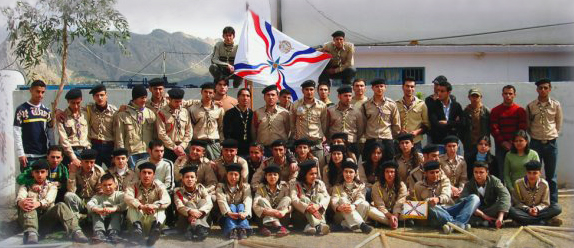
伊拉克境內的亞述人童軍。

自從2004年伊拉克童軍運動復活以後，就由伊拉克人接手，目前已經能獨立經營。伊拉克的童軍主要參與社區服務，如協助警察指揮交通、提供急救服務、種植棉花、植樹與天災救助。
2006年2月，18名伊拉克女童軍參加世界女童軍總會於埃及舉辦的服務員會議，目前被世界女童軍總會列為「朝會員方向努力」的清單。
阿拉伯語的童軍銘言為‎，意義為「準備」。阿拉伯語中稱呼一名童軍為‎。

## 徽章

伊拉克庫德斯坦童軍的徽章，結合了亞述人的保護神捨杜，特徵是人頭、牛身與鳥羽[7]。

## 外部連結
- Newsarticle
- Iraqi Provisional Government article
- Green Zone Council （页面存档备份，存于）